# Vindication
Vindication är det andra fullängdsalbumet av det norska black metal-bandet Susperia. Albumet utgavs 2002 av skivbolaget Nuclear Blast.

## Låtförteckning
1. "Cage of Remembrance" – 4:53
2. "The Bitter Man" – 4:33
3. "Anguished Scream (For Vengeance)" – 4:46
4. "Petrified" – 4:48
5. "The Bounty Hunter" – 4:44
6. "Completion" – 4:41
7. "Warmaster" – 5:12
8. "Dead Man's World" – 3:47
9. "Cast Life Into Fire" – 4:08
10. "Bleed Yourself" – 4:54

- Text: Athera
- Musik: Cyrus

## Medverkande
Musiker (Skitliv-medlemmar)
- Athera (Pål Mathiesen) – sång
- Cyrus (Terje Andersen) – sologitarr, rytmgitarr
- Elvorn (Christian Hagen) – rytmgitarr
- Memnock (Håkon Didriksen) – basgitarr
- Tjodalv (Ian Kenneth Åkesson) – trummor

Produktion
- Susperia – producent
- Peter Tägtgren – producent, ljudmix
- Lars Szöke – ljudtekniker
- Bjørn Boge – ljudtekniker
- Björn Engelmann – mastering
- Rune Tyvold – omslagsdesign, omslagskonst
- Nicole Marie Boylan – foto
- Tine Svae – modell